# Epamera barbara
Epamera barbara är en fjärilsart som beskrevs av Riley. Epamera barbara ingår i släktet Epamera och familjen juvelvingar. Inga underarter finns listade i Catalogue of Life.